# Alamedilla del Berrocal
Alamedilla del Berrocal es una pedanía española perteneciente al municipio de Ávila, capital de la provincia homónima, en la comunidad autónoma de Castilla y León. En 2021 tenía una población de 50 habitantes.

## Historia
Hacia mediados del siglo XIX, el lugar, por entonces con ayuntamiento propio, tenía contabilizada una población de 101 habitantes. La localidad aparece descrita en el primer volumen del Diccionario geográfico-estadístico-histórico de España y sus posesiones de Ultramar de Pascual Madoz de la siguiente manera:

ALAMEDILLA: l. con ayunt. de la prov., adm. de rent., part. jud. y dióc. de Avila (1 1/2 leg.), c. g. de Castilla la Vieja (Valladolid 20 leg.), aud. terr. de Madrid (18): sit. no lejos del r. Adaja en la falda de una montaña, que la resguarda de los aires de O. y N., y propenso á tercianas; tiene 16 casas pequeñas de 3 á 4 var. de altura, de mala distribucion interior, si bien con todas las piezas que pueden necesitar los labradores, formando cuerpo de pobl. en dos calles irregulares y sucias: hay casa para la municipalidad, igl. parr. de mampostería dedicada á Ntra. Sra. de los Dolores, cuyo curato es perpetuo de concurso general; cementerio, una fuente abundante de buen agua y dos en las afueras. Se estiende el térm. 1/4 de leg. de N, a S., lo mismo de E. á O. y 5/4 leg. en su circunferencia; linda por N. con el de Cardeñosa, E. con el mismo, y con las deh. de Fuenteguinaldo y Berrocalejo, por S. con la de Bermudillo, y por O. con la de Manzaneros: su cabida es de 1200 obradas próximamente, de sierra, pedregoso, flojo, de secano, propio solo para centeno, son cultivables 900, de las cuales se siembran 300 cada año: hay unas 20 de prados de regadío y las 280 restantes producen algun paslo. Las deh. de Manzaneros, Fuenteguinaldo, y Berrocalejo enclavadas en el térm., se describen en sus respectivos lugares: el cas. de Narrillon, sit. á 1 leg. de Avila, próximo al camino que de esta conduce á Cardeñosa, en el centro de un cercado de piedra, no tiene hab. y solo algunos álamos blancos en sus inmediaciones. Por este l. pasa la calzada que se está construyendo de Madrid á Vigo, por Avila y Salamanca: la correspondencia se toma en la cap. de la prov.: ind. la agricultura y ganadería. Prod. centeno y hortalizas; se mantiene algun ganado merino, cabrio, vacuno, cerril, cerdoso y 10 pares de bueyes de labor: pobl. 27 vec., 101 alm. Cap. prod. 380,300 rs.: imp. 15,212, conrr. 2100 rs., 17 mrs. vn.: presupuesto municipal 700 rs.; se cubre con los productos de propios que consisten, en la renta de unos ejidos, cercas, dos prados y varias tierras, que todo produce unos 100 rs., y el arbitrio de la rastrojera y yerbas que asciende á 138, y el déficit por repartimiento vecinal.
(Madoz, 1845, pp. 186-187)

Hasta la reforma de la nomenclatura municipal de 1916 el municipio se llamaba simplemente La Alamedilla. En dicha fecha su nombre fue modificado por el de la Alamedilla del Berrocal. El municipio de La Alamedilla del Berrocal desapareció en 1976, al ser incorporado junto a los de Vicolozano, Narrillos de San Leonardo y Aldea del Rey Niño al término municipal de Ávila.

## Demografía
| Gráfica de evolución demográfica de La Alamedilla del Berrocal entre 1842 y 1970 |
| |
| Población de derecho según los censos de población del INE. Población de hecho según los censos de población del INE.En estos censos se denominaba Alamedilla: 1842 y 1857. En estos censos se denominaba La Alamedilla: 1860, 1877, 1887, 1897, 1900 y 1910. Entre el censo de 1981 y el anterior, este municipio desaparece porque se integra en el municipio Ávila. |

| Gráfica de evolución demográfica de Alamedilla del Berrocal entre 2000 y 2021 |
|                                                                               |
| Población (2000-2012) según el nomenclátor de unidades poblacionales del INE. |

## Patrimonio
En la localidad se encuentran las ruinas de lo que fue el castillo de Manzaneros.

## Transporte
| Línea   | Itinerario de las líneas urbanas de autobús en Ávila |  |
| Línea 8 | Alamedilla-San Vicente                               |  |